# Danaë
För andra betydelser, se Danaë (olika betydelser).

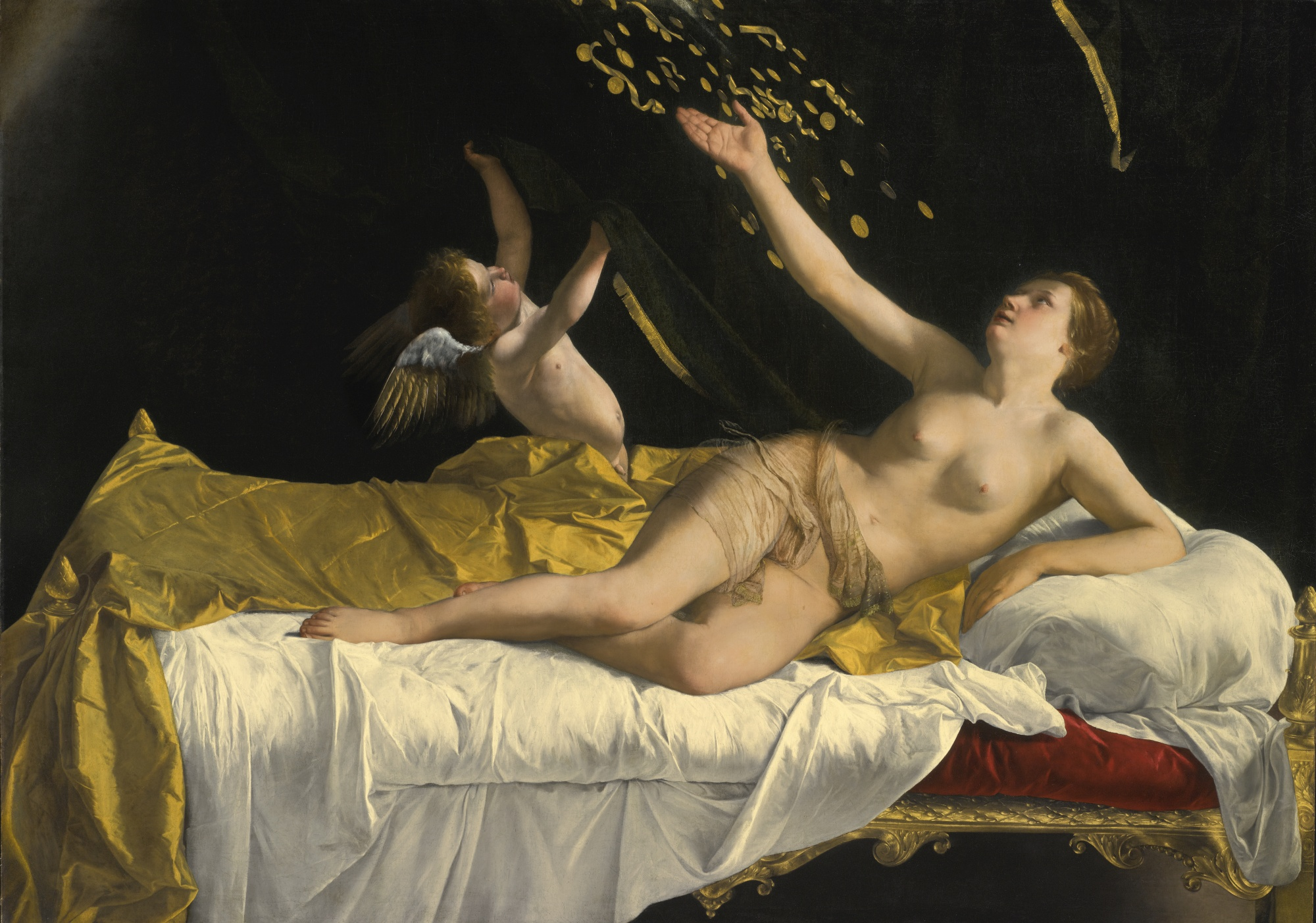
Danaë, målning av Orazio Gentileschi (cirka 1621).

Danaë (grekiska: Da'naē) är en gestalt i grekisk mytologi. Hon är prinsessa av Argos, dotter till kung Akrisios och mor till hjälten Perseus.

## Myten om Danaë och Perseus
Kung Akrisios av Argos hade uppsökt oraklet i Delfi eftersom han ännu inte hade någon son som kunde efterträda honom. Oraklet förutsåg att han skulle dödas av sin dotterson. Förskräckt över denna spådom skyndade han sig hem och låste in sin enda dotter Danaë i en underjordisk kammare av koppar, så att hon inte skulle kunna träffa någon man. På så vis hoppades han hindra profetian från att gå i uppfyllelse.
Guden Zeus, som förälskat sig i prinsessan, tog form av ett guldregn och besökte henne i hennes fängelse där han förförde henne. Resultatet blev ett gossebarn som modern döpte till Perseus. Danaë hade lyckats dölja sin graviditet för fadern, men så snart sonen var född, fick Akrisios reda på barnets existens. Förfärad över att profetian skulle kunna gå i uppfyllelse bestämde han sig för att göra sig av med både dottern och dottersonen. Han stängde in dem båda i en kista som han sedan kastade i havet.
Danaë och Perseus drunknade emellertid inte. Vågorna förde kistan mot ön Seriphos där den fastnade i Diktys fiskenät. Diktys bror var Polydektes, öns härskare, som tog emot Danaë och Perseus med stor gästfrihet. De fann en fristad på Seriphos och Perseus fick en trygg plats att växa upp på. Under Perseus uppväxt blev kung Polydektes mer och mer förälskad i hans mor Danaë. Så snart Perseus nått vuxen ålder gjorde Polydektes allt för att bli av med den beskyddande sonen. Han lyckades lura ynglingen att försöka döda monstret Medusa och sedan föra hennes huvud tillbaka till kungen som bevis. Hans förhoppning var att Perseus skulle misslyckas med uppdraget och omkomma. Medusa var ett ökänt monster som förstenade alla som såg på henne.
Efter ett långt och händelserikt äventyr lyckades Perseus genom list och styrka, samt hjälp från gudarna, att döda Medusa. På vägen tillbaka till Seriphos räddade han prinsessan Andromeda undan ett havsmonster och gifte sig med henne.
Medan Perseus varit borta hade kung Polydektes tvingat Danaë att gifta sig med honom. När Perseus återvände till Seriphos visade han Medusas huvud för Polydektes som ögonblickligen förstenades. Perseus gav sedan kungadömet till Polydektes bror Diktys. Därefter återvände Perseus med sin mor och hustru till sin födelsestad Argos. Hans morfar Akrisios hade flytt till Larissa i Thessalien, fortfarande rädd för att oraklets spådom skulle uppfyllas. Perseus sökte emellertid upp honom och övertalade honom att återvända hem till Argos.
Innan Perseus och Akrisios inledde hemresan deltog de i de festspel som pågick i Larissa. Olyckligt nog hade Perseus oturen att kasta en diskus som träffade hans morfar i huvudet. Akrisios avled omedelbart. Så blev oraklets spådom uppfylld. Perseus sörjde djupt sin morfar och gav honom en mycket högtidlig begravning innan han ensam reste hem till Argos.